# Liste der Fornminnen in Karlshamn

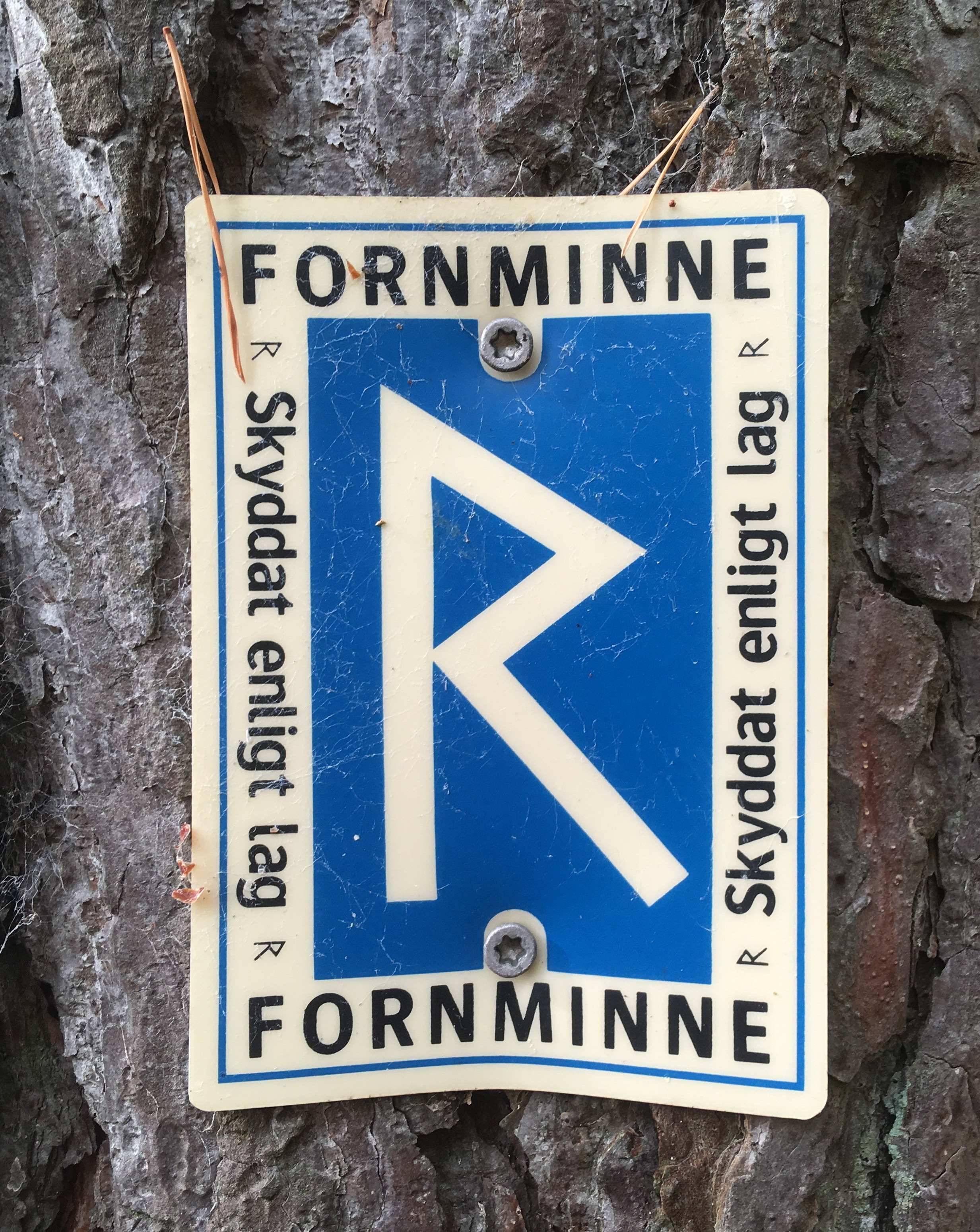
Zeichen für „Fornminnen“ in Schweden

Diese Liste der Fornminnen in Karlshamn zeigt die „alten/antiken Denkmale“ (schwedisch fornminnen) in der Stadt und im ehemaligen Socken Karlshamn in der heutigen Gemeinde Karlshamn der südschwedischen Provinz Blekinge län, sie ist eine Teilliste der „Liste der Fornminnen in Blekinge“. Die Aufteilung basiert auf der historischen Zuordnung der Gebiete in Socken (siehe auch) und der Einteilung des Zentralamt für Denkmalpflege Riksantikvarieämbetet (RAÄ). Es werden die Fornminnen aufgeführt, die auf dem Suchdienst „Fornsök“ registriert sind, welcher weitere Informationen zu den bekannten kulturhistorischen Überresten in Schweden enthält.

## Begriffserklärung
Fornminnen (schwedisch für alte/antike Denkmale oder archäologische Funde) sind in Schweden alte Objekte und archäologische Funde (Fornlämningar), welche die Überreste menschlicher Aktivitäten in der Vergangenheit bezeichnen, die durch frühere Nutzung entstanden sind und dauerhaft aufgegeben wurden. Dabei gilt für Fornminnen, die vor 1850 entstanden sind, dass sie automatisch durch das Gesetz geschützt sind. Aber auch jüngere Überreste können zu Bodendenkmalen erklärt werden, wenn sie sich an ihrem ursprünglichen Standort befinden und weitgehend erdgebunden sind. Als Fornminnen zählen u. a. Siedlungen und Siedlungsreste aus prähistorischer Zeit, Gräber und Grabstätten, Burgruinen, Ruinen von Klöstern, Kirchen und Schlössern, Steine und Felsen mit Inschriften und Bildern (z. B. Runensteine und Petroglyphen), insofern sie nicht schon als Einzeldenkmal unter Byggnadsminnen (schwedisch für Baudenkmale) oder kyrkliga Kulturminnen (schwedisch für kirchliches Kulturgut) ausgewiesen sind.

## Legende
| ID           | = | ID.Nr. des Denkmalregisters (Fornsök) im schwedische Amt für nationales Kulturerbe (Riksantikvarieämbetet (RAÄ)) |
| Lage         | = | Koordinatenangabe des Standorts                                                                                  |
| Bezeichnung  | = | Bezeichnung des Denkmalobjekts (auch RAÄ-Nr.)                                                                    |
| Beschreibung | = | Name (Denkmaltyp/Dokumentenverweis im Arkivsök) sowie eine kurze Beschreibung des Objekts                        |
| Bild         | = | Bild des Objekts sowie Verweis auf weitere Bilder                                                                |

## Liste Fornminnen Karlshamn
| ID             | Lage    | Bezeichnung (RAÄ-Nr.) | Beschreibung | Bild           |
| -------------- | ------- | --------------------- | --- | -------------- |
| 10100000010001 | (Karte) | Karlshamn 1:1         | Karlshamn 1:1 (Wegmarke / L1979:5829) etwa 1,3 m hoher gusseiserner Meilenstein mit Aufschrift auf einem 2 × 1,2 m und 0,9 m hohen Steinsockel an der Väggavägen im Südosten von Karlshamn (Bildnachweis). | Weitere Bilder |
| 10100000020001 | (Karte) | Karlshamn 2:1         | Karlshamn 2:1 (Festung/Schanze / L1979:5829) fast quadratischer (ca. 40 × 40 m) Festungswall (auch als schwedisch „Gamle skans“ bezeichnet) im Norden der Ostsee-Insel Boön im Karlshamnsfjorden | Weitere Bilder |
| 10100000030001 | (Karte) | Karlshamn 3:1         | Karlshamn 3:1 (Friedhof / L1979:5964) Im Jahre 1693 angelegter Friedhof für die Garnison von Schloss Karlshamn auf der Ostsee-Insel Boön im Karlshamnsfjorden; mit umgebender Steinmauer und angebrachter Tafel mit Aufschrift: „Garnisonsfriedhof 1658 - 1865, Bewahrt und pflegt die Erinnerungen“ (schwedisch „Garnisonens begravningsplats 1658 - 1865 Vörda och Vårda Minnena“) | Weitere Bilder |
| 10100000050001 | (Karte) | Karlshamn 5:1         | Karlshamn 5:1 (Friedhof / L1979:5410) etwa 70 × 30 m großer ehemaliger Cholera-Friedhof im Osten der Stadt, umgeben von einer etwa 1 m hohen Steinmauer, ca. 1,8 m breites Eingangstor mit Pfosten und Eisentor sowie steinerner Treppe. Auf dem Friedhof befinden sich noch mehrere erhalten gebliebene Grabsteine und Kreuze aus dem 19. Jh. sowie im Nordosten an einer Felswand eine Granitplatte mit Inschrift für die Pest- und Cholera-Verstorbenen, auch neben dem Eingang ist eine Bronzetafel mit Inschrift angebracht. Der Friedhof wurde erstmals 1711 eingeweiht sowie auch in den Epidemie-Jahren 1834 und 1857 als Begräbnisort genutzt und wird bis heute gepflegt (Bildnachweis). | Weitere Bilder |
| 10100000060001 | (Karte) | Karlshamn 6:1         | Karlshamn 6:1 (Festung/Schanze / L1979:5411) (auch als Karlshamns kastell bekannt) bitte Beschreibung ergänzen ! | Weitere Bilder |
| 10100000220001 | (Karte) | Karlshamn 22:1        | Karlshamn 22:1 (Steinsetzung / L1979:5950) bitte Beschreibung ergänzen ! | Weitere Bilder |
| 10100000240001 | (Karte) | Karlshamn 24:1        | Karlshamn 24:1 (Steinsetzung / L1979:5952) bitte Beschreibung ergänzen ! | Weitere Bilder |
| 10100000250001 | (Karte) | Karlshamn 25:1        | Karlshamn 25:1 (Steinsetzung / L1979:5465) bitte Beschreibung ergänzen ! | Weitere Bilder |
| 10100000260001 | (Karte) | Karlshamn 26:1        | Karlshamn 26:1 (Steinsetzung / L1979:5632) bitte Beschreibung ergänzen ! | Weitere Bilder |
| 10100000270001 | (Karte) | Karlshamn 27:1        | Karlshamn 27:1 (Steinsetzung / L1979:6062) bitte Beschreibung ergänzen ! | Weitere Bilder |
| 10100000280001 | (Karte) | Karlshamn 28:1        | Karlshamn 28.1 (Steinsetzung / L1979:6063) bitte Beschreibung ergänzen ! | Weitere Bilder |
| 10100000290001 | (Karte) | Karlshamn 29:1        | Karlshamn 29:1 (Steinhügelgrab / L1979:6064) Das „Högarör“ ist ein bronzezeitliches Steinhügelgrab auf der Halbinsel Stärnö etwa 4 km südwestlich von Karlshamn, es befindet sich auf einem etwa 53 m hohen Hügel (Heleneberg) und zählt mit einer Höhe von ca. 5 m und einem Durchmesser von etwa 37 m zu einem der größten seiner Art in Schweden. | Weitere Bilder |
| 10100000310001 | (Karte) | Karlshamn 31:1        | Karlshamn 31:1 (Steinsetzung / L1979:5769) bitte Beschreibung ergänzen ! | Weitere Bilder |
| 12000000122105 | (Karte) | Karlshamn 65          | Karlshamn 65 (Grabstein / L1978:7299) ein etwa 1,2 m langer, 1 m breiter und 1 m hoher Steinblock auf 3 größeren Steinen stehend, in einem Waldstück im Norden des Karlshamner Stadtteils Prästslätten (Bildnachweis) | Weitere Bilder |
| 12000000133215 | (Karte) | Karlshamn 77          | Karlshamn 77 (Steinsetzung / L1978:6794) bitte Beschreibung ergänzen ! | Weitere Bilder |